# فلوريد أنتيموان ثلاثي
 فلوريد أنتيموان ثلاثي مركب كيميائي له الصيغة SbF3 ، ويكون على شكل بلورات عديمة اللون.